# Äivihjärvi
Äivihjärvi är en sjö i Finland. Den ligger i kommunen Enare i landskapet Lappland, i den norra delen av landet, 1 000 km norr om huvudstaden Helsingfors. Äivihjärvi ligger 147,4 meter över havet. Arean är 1,5 kvadratkilometer och strandlinjen är 8,74 kilometer lång. Sjön  ingår i Pasvik älvs huvudavrinningsområde. 